# Stemonidium hypomelas
Stemonidium hypomelas là một loài cá chình biển sâu trong họ Serrivomeridae, ban đầu được mô tả từ một mẫu vật dài 171 mm thu được từ độ sâu khoảng 1.000 m gần đảo Niihau, Hawaii vào năm 1902. Nó có thể được phân biệt với các loài cá chình răng cưa có quan hệ họ hàng gần bằng bộ răng tiêu giảm của nó, trông giống như của các loài cá chình mỏ dẽ hơn. Nó không có ý nghĩa đối với dánh bắt thủy sản.

## Phân bố và môi trường sống
Stemonidium hypomelas phân bố rộng rãi ở Thái Bình Dương và Nam Đại Tây Dương, ở độ sâu 500-1.229 m. Lưới kéo tiến hành ở Hawaii cho thấy loài này xuất hiện ở độ sâu dưới 550 m vào ban ngày, hầu hết trong khoảng 700–800 m. Vào ban đêm, một nhóm nhỏ di cư lên đến độ sâu tối thiểu là 175 m.

## Mô tả
Stemonidium hypomelas có hình dáng cơ thể thon dài dạng dải, gần như có độ dày đồng nhất ở giữa thân và thon nhỏ dần về phía đầu và đuôi. Mặt cắt lưng từ phía sau đầu tới mõm gần như thẳng, các hàm dài và thon lại thành một chóp rất tinh tế, thanh mảnh, với hàm dưới hơi dài hơn so với hàm trên. Răng suy giảm thành các tấm nhỏ dạng hột sắp xếp thành dạng nanh sấu trên hai hàm và xương lá mía, với các chóp nhọn hướng ngược về phía sau. Mắt rất nhỏ và nằm ở giữa đầu. Có hai cặp lỗ mũi hình khe hở ở phía trước mắt, cặp phía trước ngắn hơn so với cặp phía sau. Các khe mang dài và rất xiên.
Vây lưng và vây hậu môn dài, bắt đầu ở khoảng một nửa chiều dài đầu phía sau khe mang. Các tia vây đầu tiên của vây lưng rất mảnh và khó phát hiện. Vây hậu môn có phần cao hơn so với vây lưng, với các tia vây của cả hai trở nên dài và nhiều hơn về phía đuôi. Đuôi ngắn và nhọn, nhưng không có dạng sợi. Không có đường bên. Nửa trên của cơ thể là màu xám sáng và được bao phủ bởi các đốm sắc tố đen, và nửa dưới là màu đen. Các vây có màu nhạt hơn. Con đực nhỏ hơn con cái, với đôi mắt và mũi lớn hơn, và đôi khi đuôi bằng phẳng. Độ dài tối đa được biết đến là 22,0 cm ở con đực và 37,5 cm ở con cái.

## Sinh học và sinh thái học
Phân tích dạ dày cho thấy Stemonidium hypomelas ăn động vật giáp xác, chủ yếu là các loài trong bộ Euphausiacea, nhưng đôi khi cũng ăn tôm tép và các loài chân hai loại (Amphipoda). Sự sinh sản là đẻ trứng, với các lứa đẻ nhiều trong khoảng từ 7.000 đến gần 14.000 quả trứng mỗi con cái. Chiều dài của cá cái thành thục trong khoảng 22–30 cm, và tuyến sinh dục có kích thước lớn so với cơ thể của chúng gợi ý rằng chúng có thể chỉ sinh sản một lần. Con đực trưởng thành có chiều dài khoảng 7,5–20 cm; lỗ mũi và đôi mắt phát triển hơn của chúng có thể là sự thích nghi cho việc tìm kiếm bạn tình rải rác trong lòng đại dương mênh mông.